# Quinta de S.Miguel (Barreiro)
A Quinta de S. Miguel é uma quinta localizada em Barreiro, Portugal.

## Dados
A Quinta do Quemedo Barreiro fica situada no centro da cidade entre o concelho de Verderena e o concelho do Barreiro e na Vila de Santo Medo.
Tem cerca de 20567 habitantes e foi fundada há mais de 50 anos.
Era conhecida como Quinta dos Milagres, também foi chamada a Quinta de S.Miguel e a partir de 2009 foi-lhe destinado o nome de Quinta do Quemedo, do tão conhecido primeiro governador da Quinta: O Quemedo. (1930 - 1958)

## Histórias
Palhota de S.José – Inaugurada em 1989, na altura foi a palhota mais famosa da Quinta, a partir de 1990 começaram-se a construir muitas mais e a Palhota de S.José ficou para trás.
Garagem Central – Inaugurada em 1976, esteve a trabalhar durante muitos anos pois na altura era uma das raras que existiam aqui no Barreiro. A garagem passado uns tempos acaba por encerrar e agora encontra-se ainda intacta mas fechada, apenas é usada por o gerente da quinta – José Baptista.
Aldeia de Galo – Conhecida por “Aldeia de Galo” por ser povoada de muitas raças de cães diferentes. O nome vem de nenhum galo sobreviver às raças destes animais. Agora existem mais de 15 cães na Aldeia de Galo com a raça Pitbull.
Ribeira das Mágoas – Onde fica situado o supermercado “InterMarché” e o Bairro do Parque 1º de Maio.
Polisdesportivo de S.Miguel – Fundado em 1999, é muito conhecido por ter um enorme espaço comercial, ou seja, estar alojado nos Condomínios Santa Maria.
O Polidesportivo continua a trabalhar, onde se fazem torneios de Andebol, Basket e Futebol.
Muitos estudantes estão inscritos nestes jogos e quase todos os dias vão ao campo para treinarem.
Terraço de S.José – O terraço de S.José é a zona mais bonita da quinta pois tem várias espécies de plantas e é tratada todos os dias.
As crianças juntam-se e divertem-se a jogar e a brincar no terraço pois as outras zonas são muito povoadas.
Condomínios de Santa Maria – São muito recentes e à custa destes condomínios a Quinta já está muito comercializada com lojas, farmácias, parques, bazares...
A zona dos condominios situa-se ao pé do polidesportivo e é muito agitada.
Quinta dos Milagres – Foi o nome anterior da Quinta de S.Miguel. Na altura era conhecida por ser a Quinta dos Milagres pois era habitada por muitos religiosos (a) que diziam fazer milagres. Na altura a Quinta não era comercializada, nem era povoada como era na altura apenas se mantinha no meio do mato. Com o passar dos anos transformou-se numa Quinta perigosa e muito comercializada. O nome mudou pois os religiosos acabaram por a abandonar e um homem chamado Miguel dos Santos fez alargar a área da quinta e assim os habitantes orgulhosos do senhor dão o seu nome como nome da quinta.
Quinta de S.Miguel - Como os Miguelenses tanto queriam desde da revolução, a partir de Janeiro 09 foi implantado o nome de ‘Quinta do Quemedo’ devido ao primeiro governador da Quinta, que mais tarde terá sido assassinado! Governou de 1930 a 1958 e foi um dos governadores mais revolucionários de sempre, tentando tornar S.Miguel, uma zona independente! Apesar de dizerem que não, este nome já tinha sido destinado à Quinta depois da morte deste, só que os jornais tentaram tapar, ficando ‘Quinta dos Milagres’, seguido depois de ‘Quinta de S.Miguel’. Actualmente foi inaugurado o novo nome da quinta ‘Quinta do Quemedo’. A Vila passa a chamar-se ‘Vila de Santo Medo’,  de memória a este grande governador! Nome verdadeiro: Luís Vicente António de Ventos, conhecido como ‘Quemedo’ desde da altura. Miguel foi culpado dos crimes na Quinta, sendo queimado vivo por o povo, durante a revolução!
Miguelenses – Nome da revolta do povo ao problema da Quinta ser tão perigosa e tão comercializada pois com o seu alargamento a quinta tornou-se um local muito perigoso na noite. Assim os habitantes revoltam-se organizando um protesto contra este problema, deram assim o nome de “Miguelenses” pois culparam-no do problema. Assim tentaram mudar o nome da Quinta mas os seus pedidos acabaram por não ser concebidos e a Quinta manter-se-à até 2009 com o mesmo nome.
Vila Moura de S.Miguel Condado da Verderena – Aldeia situada na Verderena, pertence à quinta há mais de 50 anos. É muito conhecida por ter um virús chamado Alburno – constipação que dura muito tempo – e por isso tem a fama que tem.
Marta - Zona ferroviária, muito conhecida desde dos anos 50. Alberto Marta foi o grande impulsor da revolução ferroviária tendo dado o nome de ‘Marta’ à zona. Teve duas filhas, que endoideceram e uma tendo morrido tragicamente. Alberto Marta suicidou-se, desesperado, mas deixou uma grande marca para a zona. Actualmente, Marta ocupa o espaço da zona ferroviária até À Meada. Uma das fronteiras chegando a Vila Moura de S.Miguel. A zona da Verderena está fora desta área. Actualmente (2009), Marta tem crescido bastante, já ocupando ½ da área da Vila de Santo Medo (2009).
I – Época das Nova 1000 sem
Estamos em 1892, toda a margem desconhecida não passa de campos agrícolas, em que era dirigida por uma única e grande potência, chamado ‘O ponto L’, governado pela grande Loide Luela, que na altura, era a grande força da revolução agrícola! Nas terras trabalhavam famílias pobres, pouco endinheiradas, a vida não era fácil! Nas alturas de seca, os alimentos começavam a escassear e se não fossem entregues à chamada CAC (Cai na forca) até certos dias, tudo escrito nos vergonhosos contratos de trabalho, as casas seriam inspeccionados, pelo caso de esconderem os alimentos, e se fosse esse o caso, o contratado era enforcado e a família atirada ao mar. Tudo isto, estava bem escondido, já que eram zonas que diziam ser sem interesse.
Alexandre Druso, escultor e investigar, habitava em Lisboa, endinheirado, decide então partir em busca das descobertas da margem sul. Os factores que os levaram foram: a necessidade de mais alimento, a possível descobertas de novas zonas e de construção de uma grande potência, e calhava mesmo bem ficar ao pé da capital, Lisboa. Ele sabia que a potência do ponto L, era bastante forte e Loide Luela nunca iria permitir que este pusesse um pé que fosse na margem, mesmo assim, Druso contratou suas tropas, cavaleiros e apresentou a proposta a Mirco Malawi, vindo da Bulgária e arquitecto, que aceitou construir uma grande potência em toda a margem sul. Malawi não era homem para brincadeiras e assegurou a Druso, que se algo corresse mal e de qualquer forma ele ficasse prejudicado, Druso seria assassinado por um dos seus homens e antes de morrer, obrigado a deixar-lhe tudo o que tinha! Druso não pensou duas vezes e aceitou proposta, estava confiante de que iria conseguir e que iria vencer a batalha!
As notícias correm depressa, um dos soldados de Loide Luela foi informá-la de que recebeu um aviso em que, supostamente, um homem queria fazer da margem uma potência nacional! Loide Luela fica logo em aviso! Loide Luela sempre foi fria, má e capaz de tudo para fazer justiça! Egoísta, egocêntrica e fazia dos trabalhadores, uns bonecos em que ela pisava as vezes que queria! E ai de alguém que se metesse com Loide Luela, como foi o caso de Caetano Caíco, que devido a esta ter mandado matar os dois filhos, por lhe terem roubado alimento, este disparou contra ela. Loide Luela foi atingida de raspão e ficou só um pouco magoada! No acto e no momento Caetano Caíco ficou sem cabeça. O seu corpo foi queimado e exposto a todos!